# جيليان بير
جيليان بير (بالإنجليزية: Gillian Beer)‏ هي ناقدة أدبية بريطانية، ولدت في 27 يناير 1935 في سري في المملكة المتحدة.

## وصلات خارجية
- جيليان بير على موقع أرشيف الشارخ.